# Chromatophania versicolor
Chromatophania versicolor är en tvåvingeart som först beskrevs av Karsch 1879.  Chromatophania versicolor ingår i släktet Chromatophania och familjen parasitflugor. Inga underarter finns listade i Catalogue of Life.